# Elaver tenera
Elaver tenera là một loài nhện trong họ Clubionidae.
Loài này thuộc chi Elaver. Elaver tenera được Pelegrin Franganillo-Balboa miêu tả năm 1935.